# 石川安彦
石川 安彦（いしかわ やすひこ、1976年1月28日 - ）は、日本の元ラグビー選手。

## プロフィール
山梨県出身。主なポジションはウィング (WTB)。7人制日本代表に選出されたことがある。

## 経歴
日川高校からラグビーを始め、早稲田大学ラグビー蹴球部では1年生からレギュラーに。4年時（1997年度）にはキャプテンを務める。
早稲田大学卒業後、東芝府中に入部。その後、イングランド2部リーグRusslynparkRFCでプレー。
帰国後は、2006-2007シーズンまで三洋電機ワイルドナイツ、釜石シーウェイブスなどでプレー。2009/2010シーズンは地元山梨県の関東社会人リーグ1部クリーンファイターズでプレー。
2015年には明治学院大学ラグビー部のヘッドコーチに就任し、特撮テレビドラマ『ウルトラマンX』第9話にラグビー部監督役として特別出演した。